# آزادی (هامون)
آزادی، روستایی در دهستان کوه خواجه بخش تیمورآباد شهرستان هامون در استان سیستان و بلوچستان ایران است.

## جمعیت
بر پایه سرشماری عمومی نفوس و مسکن در سال ۱۳۹۵، جمعیت این روستا برابر با ۲۱۹ نفر (۶۵ خانوار) بوده‌است.